# Griffin (Georgia)
Griffin es una ciudad ubicada en el condado de Spalding en el estado estadounidense de Georgia. En el censo de 2000, su población era de 23 451 habitantes.

## Demografía
En el 2000 la renta per cápita promedia del hogar era de $30,088, y el ingreso promedio para una familia era de $33,963. El ingreso per cápita para la localidad era de $15,563. Los hombres tenían un ingreso per cápita de $30,488 contra $21,352 para las mujeres.

## Geografía
Según la Oficina del Censo, la localidad tiene un área total de 37,8 km² (14,6 mi²), de la cual 37,6 km² (14,5 mi²) es tierra y 0,2 km² (0 mi²) (0.10%) es agua.